# Hetaerina curvicauda
Hetaerina curvicauda – gatunek ważki z rodziny świteziankowatych (Calopterygidae).